# Very (Dreamscape)
Very is het tweede album van Dreamscape, uitgebracht in 1999 door Rising Sun Records/Connected Records.

## Track listing
1. When Shadows Are Gone - 4:45
2. Lost Faith - 1:05
3. Thorn In My Mind - 5:27
4. Reborn - 4:32
5. A Voice Inside - 5:35
6. Winter Dreams - 5:59
7. Fearing The Daylight - 4:56
8. I Leave The Past Behind - 7:25
9. Alone - Panterei Part I - 4:29
10. She's Flying - Panterei Part II - 7:00
11. A New Beginning - Panterei Part III - 4:14
12. Dancing With Tears In My Eyes (Bonus Track) - 4:49

## Band
- Huby Meisel - zanger
- Wolfgang Kerinnis - gitarist
- Benno Schmidtler - bassist
- Jan Vacik - toetsenist
- Bernhard Huber - drummer